# Megaselia tamilnaduensis
Megaselia tamilnaduensis är en tvåvingeart som beskrevs av Ronald Henry Lambert Disney 1995. Megaselia tamilnaduensis ingår i släktet Megaselia och familjen puckelflugor.
Artens utbredningsområde är Tamil Nadu (Indien). Inga underarter finns listade i Catalogue of Life.